# Arctornis chichibense
Arctornis chichibense är en fjärilsart som beskrevs av Matsumura 1921. Arctornis chichibense ingår i släktet Arctornis och familjen tofsspinnare. Inga underarter finns listade i Catalogue of Life.